# IC 1078
IC 1078 ist eine Spiralgalaxie vom Hubble-Typ Sa im Sternbild Bärenhüter am Nordsternhimmel. Sie ist schätzungsweise 385 Millionen Lichtjahre von der Milchstraße entfernt.
Das Objekt wurde am 17. Mai 1892 von Stéphane Javelle entdeckt.